# San Jacinto (distrito)
San Jacinto é um distrito peruano localizado na Província de Tumbes, região de Tumbes. Sua capital é a cidade de San Jacinto.

## Transporte
O distrito de San Jacinto é servido pela seguinte rodovia:
- TU-105, que liga a cidade de Casitas ao distrito de Corrales
- TU-102, que liga partes do sul de seu território
- TU-108, que liga a cidade ao distrito de Casitas[2][3][4]